# Port lotniczy High Level
Port lotniczy High Level (IATA: YOJ, ICAO: CYOJ) – regionalny port lotniczy położony 11 kilometrów na północny zachód od High Level, w prowincji Alberta, w Kanadzie.

## Drogi startowe i operacje lotnicze
Operacje lotnicze wykonywane są z asfaltowej drogi startowej:
- RWY 13/31, 1525 × 45 m